# Coldfoot
Coldfoot est une localité d'Alaska aux États-Unis dans la Région de recensement de Yukon-Koyukuk. En 2010, il y avait 10 habitants.

## Histoire
Coldfoot est principalement une halte pour les camions qui empruntent la Dalton Highway depuis Fairbanks jusqu'à Prudhoe Bay, puisqu'il n'y a plus aucun point de ravitaillement ou d'hébergement avant Deadhorse au-delà, pendant 400 kilomètres.
On y trouve un restaurant et quelques chambres, et une antenne du National Park Service, ouverte aux touristes l'été. C'est Dick Mackey, vainqueur de l'Iditarod Trail Sled Dog Race, qui a fondé cet établissement. Il a commencé par vendre des hamburgers dans un bus scolaire reconverti, avant d'être aidé pour la construction par les routiers.
À l'origine, Coldfoot était un camp minier, nommé Slade Creek. Son nom actuel provient des prospecteurs qui, aux alentours de 1900, remontaient la rivière Koyokuk, et s'en retournaient parce qu'ils avaient froid aux pieds. En 1902, Coldfoot possédait deux magasins, sept bars, une maison de jeux et une poste, laquelle a été ouverte de 1902 à 1912 et qui a rouvert en 1984.
Coldfoot possède aussi un aéroport, situé à l'ouest de la Dalton Highway, avec une piste de 1 200 mètres.
L'endroit a aussi servi de décors pour une série canadienne de télévision intitulée Le Convoi de l'extrême.

## Démographie
| 2000 | 2010 | - | - | - | - |
| ---- | ---- | - | - | - | - |
| 13   | 10   | - | - | - | - |